# Dyskografia Malice Mizer
Dyskografia japońskiego zespołu rockowego Malice Mizer.

## Albumy
| Tytuł                       | Data wydania     | Wytwórnia  |
| --------------------------- | ---------------- | ---------- |
| Memoire                     | 24 lipca 1994    | Midi:Nette |
| Voyage ~Sans Retour~        | 7 czerwca 1996   | Midi:Nette |
| Merveilles                  | 18 marca 1998    | Maitrize   |
| Shinwa (jap. 神話)          | 1 lutego 2009    | Midi:Nette |
| Bara no Seidou (薔薇の聖堂) | 23 sierpnia 2009 | Midi:Nette |

## Single
| Tytuł                                                                                | Data wydania         | Wytwórnia  |
| ------------------------------------------------------------------------------------ | -------------------- | ---------- |
| Uruwashiki Kamen no Shoutaijou (麗しき仮面の招待状)                                  | 10 grudnia 1995      | Midi:Nette |
| ma chérie ~itoshii kimi e~ (ma chérie ～愛しい君へ～)                                | 10 października 1996 | Midi:Nette |
| Bel Air ~Kuuhaku no Shunkan no Naka De~ (ヴェル・エール～空白の瞬間の中で～)         | 6 sierpnia 1997      | Maitrize   |
| au revoir                                                                            | 3 grudnia 1997       | Maitrize   |
| Gekka no Yasoukyoku (月下の夜想曲)                                                   | 21 lutego 1998       | Maitrize   |
| Illuminati                                                                           | 20 maja 1998         | Maitrize   |
| Le Ciel ~Kuuhaku no Kanata E~ (Le ciel ～空白の彼方へ～)                             | 9 września 1998      | Maitrize   |
| Saikai no Chi to Bara (再会の血と薔薇)                                               | 3 listopada 1999     | Midi:Nette |
| Kyomu no Naka de no Yuugi (虚無の中での遊戲)                                         | 31 maja 2009         | Midi:Nette |
| Shiroi Hada ni Kuruu Ai to Kanashimi no Rondo (白い肌に狂う愛と哀しみの輪舞)         | 26 lipca 2009        | Midi:Nette |
| Gardenia                                                                             | 30 maja 2001         | Midi:Nette |
| Beast of Blood                                                                       | 21 czerwca 2001      | Midi:Nette |
| Mayonaka ni Kawashita Yakusoku ~Bara no Konrei~ (真夜中に交わした約束～薔薇の婚礼～) | 30 października 2001 | Midi:Nette |
| Garnet ~Kindan no Sono E~ (Garnet ～禁断の園へ～)                                    | 30 listopada 2001    | Midi:Nette |

## Wideografia
| Tytuł                                                                                               | Data wydania VHS     | Data wydania DVD  | Wytwórnia  | Typ              |
| --------------------------------------------------------------------------------------------------- | -------------------- | ----------------- | ---------- | ---------------- |
| Sans Retour Voyage "Derniere" ~Encoure Une Fois~                                                    | 30 czerwca 1997      | 18 kwietnia 2001  | Midi:Nette |                  |
| Bel Air ~Kuuhaku no Shunkan no Naka De~ de L'Image (ヴェル・エール ～空白の瞬間の中で～ de l'image) | 13 lipca 1997        | –                 | Maitrize   | Teledysk         |
| Merveilles ~Shuuen to Kisuu~ L’Espace (merveilles ～終焉と帰趨～ l’espace)                          | 28 października 1998 | 30 marca 2002     | Maitrize   | Koncert          |
| Merveilles ~Cinq Parallele~                                                                         | 24 grudnia 1999      | 30 marca 2002     | Maitrize   |                  |
| Saikai no Chi to Bara ~de L'Image~ (再会の血と薔薇 ～de l'image～)                                  | 21 grudnia 1999      | –                 | Midi:Nette |                  |
| Kyomu no Naka de no Yuugi ~de L'Image~ (虚無の中での遊戲 ～de l'image～)                            | 31 maja 2009         | –                 | Midi:Nette |                  |
| Bara ni Irodorareta Akui to Higeki no Makuake (薔薇に彩られた悪意と悲劇の幕開け)                    | 22 listopada 2009    | 22 listopada 2009 | Midi:Nette | Koncert          |
| Bara no Kiseki (薔薇の軌跡)                                                                         | 25 kwietnia 2001     | 25 kwietnia 2001  | Midi:Nette |                  |
| Beast of Blood ~de L'Image~                                                                         | 1 lipca 2001         | 1 lipca 2001      | Midi:Nette |                  |
| Cardinal                                                                                            | –                    | 6 lutego 2002     | Midi:Nette | Wideo promocyjne |
| Bara no Konrei ~Mayonaka ni Kawashita Yakusoku~ (薔薇の婚礼 ～真夜中に交わした約束～)               | 22 marca 2002        | 22 marca 2002     | Midi:Nette | Film             |